# Barons de Cleveland (LNH)
Pour les articles homonymes, voir Barons de Cleveland.
Les Barons de Cleveland sont une franchise de hockey sur glace d'Amérique du Nord. L'équipe était située à Richfield, petite ville dans la banlieue sud de Cleveland dans l'État de l'Ohio aux États-Unis.
Ils jouent leur première saison dans la Ligue nationale de hockey, prenant la relève des Golden Seals de la Californie lors de la saison 1976-1977. Des difficultés financières les forcent à fusionner avec les North Stars du Minnesota à l'issue de leur seconde saison.

## Histoire

### Débuts
En 1967, la Ligue nationale de hockey décide de doubler le nombre de ses équipes. Officiellement la LNH veut élargir ses horizons et délaisser la formule des « six équipes originales ». Elle veut également contrer la menace de la Western Hockey League qui cherche alors de passer du statut de ligue professionnelle mineure à celui d'organisation majeure. L'équipe des Seals de la Californie est donc créée et joue ses matches à la Oakland Arena mais au cours de la 1973-1974, le propriétaire de l'équipe, Charles O. Finley, décide de quitter le monde du hockey. Il cherche un nouvel acquéreur mais n’en trouve aucun et, finalement, en février 1974, la LNH prend le contrôle de l'équipe. La LNH dirige pendant près de deux saisons la franchise avant de la revendre à Mel Swig. Ce dernier a pour objectif de garder l'équipe dans la région, mais de la faire évoluer dans un nouveau stade de San Francisco. Celui-ci n'est jamais construit et l'actionnaire minoritaire George Gund persuade le propriétaire Swig de transférer la franchise d'Oakland à Cleveland pour la saison 1976-1977.
La franchise prend alors le nom du populaire club de la ville de Cleveland qui évolue entre 1936 et 1973 dans la Ligue américaine de hockey. Cette première équipe homonyme remporte au cours de son existence neuf Coupes Calder, le plus haut trophée de la LAH.
En 1972, l’Association mondiale de hockey crée la franchise des Crusaders de Cleveland qui vient voler la vedette aux Barons de la LAH ; ces derniers doivent  alors déposer leur bilan. En effet, l’équipe de l’AMH engage un bon nombre d’anciens joueurs de la Ligue nationale de hockey et le propriétaire des Barons, Nick Mileti, étant également celui des Crusaders, il décide de déménager la vieille franchise à Jacksonville en Floride en février 1973 pour créer les Barons de Jacksonville.

### 1976-77, la première saison
Les Barons jouent leur match à domicile dans le stade du Richfield Coliseum de Richfield, petite ville en banlieue de Cleveland, une patinoire initialement construite pour les Crusaders et qui est le domicile des Cavaliers de Cleveland de la National Basketball Association. Avec ses 18 544 places, le stade est le plus gros de la ligue mais comme il est  situé trop loin de Cleveland et d'Akron, les spectateurs ne sont trop peu nombreux et les Barons jouent alors souvent dans une bâtisse qui a l'air particulièrement vide.
La partie inaugurale des Barons attire à peine 8 900 personnes et l’équipe fait match nul 2-2 contre les Kings de Los Angeles ; seulement sept des quarante matches à domicile de l'histoire des Barons sont joués devant plus de 10 000 personnes. Les Barons ont du mal à réussir dans leur nouveau stade et croupissent rapidement au dernier rang du classement de la division Adams de la LNH Au milieu de la saison, Swig annonce que les Barons ne finiront probablement pas la saison en raison de difficultés financières. Au mois de février, l'organisation est incapable de payer ses joueurs pendant deux semaines consécutives et seul un emprunt de 1,3 million de dollars contracté auprès de la LNH et de l'Association des joueurs permet à l'équipe de finir la saison. À la suite de cette saison déficitaire, Swig décide de vendre ses parts à Gund et son frère, Gordon Gund.

### 1977-78, la seconde saison
Les frères Gund injectent de l'argent dans les caisses de l'équipe et, au début, cela semble fonctionner puisqu'après une première défaite lors de la saison 1977-1978, les Barons remportent quatre matchs consécutifs. Début janvier, l'équipe est cependant dernière de la division et le directeur général de l'équipe Harry Howell effectue une série de transactions pour essayer de changer la mentalité de l'équipe. Cinq joueurs sont échangés alors que cinq autres se joignent au club en l'espace de trois jours. L'électrochoc paraît bénéfique puisque l'équipe de Cleveland enchaîne trois victoires contre les Maple Leafs de Toronto, les Islanders de New York puis les Sabres de Buffalo, lors de trois soirées consécutives. Une semaine plus tard, une foule record de 13 110 personnes vient voir les Barons faire match nul 2-2 contre les Flyers de Philadelphie. Malheureusement pour eux, les Barons enchaînent par la suite quinze matchs sans victoire et, finalement, les deux bonnes séries restent bien seules au cours de la saison puisque la franchise de l'Ohio ne remporte que vingt-deux des quatre-vingts rencontres que compte le calendrier.

### Fusion avec les North Stars
Finalement, le 14 juin 1978, la LNH décide de fusionner deux de ses franchises qui connaissent des problèmes financiers. Ainsi, les organisations des North Stars du Minnesota, derniers de la ligue, et des Barons se regroupent sous l'appellation des North Stars mais avec la direction des Barons : les frères Gund en tant que propriétaire et Harry Howell, directeur-général des Barons, en tant que nouvel entraîneur. Les couleurs de l'équipe du Minnesota sont conservées ainsi que la patinoire du Met Center, salle plus petite de près de quatre mille places. La nouvelle équipe occupe la place des Barons dans la division Adams pour la saison 1978-1979.

### Création des Sharks de San José
En 1991, les Gund ont toujours des parts dans l'équipe des North Stars mais veulent déménager l'équipe dans la baie de San Francisco. La LNH refuse le transfert mais accepte en contrepartie que les Gunds vendent leurs parts dans les North Stars afin de créer une nouvelle équipe à San José pour la saison 1991-1992 : les Sharks de San José.

## Statistiques collectives

### Match après match
Ce tableau reprend les résultats de l'équipe au cours des deux saisons jouées, les buts marqués par les Barons étant inscrits en premier. La colonne « fiche » indique dans l'ordre les nombres de victoires, défaites et matchs nuls.
| Saison 1976-1977 | Saison 1976-1977 | Saison 1976-1977           | Saison 1976-1977 | Saison 1976-1977 | Saison 1976-1977 |
| Date             |                  | Adversaire                 | Score            | Fiche            | Pts              |
| ---------------- | ---------------- | -------------------------- | ---------------- | ---------------- | ---------------- |
| 6-oct.-76        |                  | Kings de Los Angeles       | 2-2              | 0-0-1            | 1                |
| 9-oct.-76        |                  | Capitals de Washington     | 6-3              | 1-0-1            | 3                |
| 10-oct.-76       |                  | @ Bruins de Boston         | 3-4              | 1-1-1            | 3                |
| 13-oct.-76       |                  | Flames d'Atlanta           | 2-4              | 1-2-1            | 3                |
| 16-oct.-76       |                  | @ Islanders de New York    | 4-4              | 1-2-2            | 4                |
| 19-oct.-76       |                  | Black Hawks de Chicago     | 3-0              | 2-2-2            | 6                |
| 21-oct.-76       |                  | Blues de Saint-Louis       | 6-2              | 3-2-2            | 8                |
| 26-oct.-76       |                  | Rangers de New York        | 2-5              | 3-3-2            | 8                |
| 28-oct.-76       |                  | @ Canucks de Vancouver     | 1-3              | 3-4-2            | 8                |
| 30-oct.-76       |                  | @ Kings de Los Angeles     | 3-4              | 3-5-2            | 8                |
| 1-nov.-76        |                  | Maple Leafs de Toronto     | 3-6              | 3-6-2            | 8                |
| 3-nov.-76        |                  | Kings de Los Angeles       | 2-4              | 3-7-2            | 8                |
| 5-nov.-76        |                  | Flyers de Philadelphie     | 6-4              | 4-7-2            | 10               |
| 7-nov.-76        |                  | Penguins de Pittsburgh     | 2-2              | 4-7-3            | 11               |
| 10-nov.-76       |                  | @ Rockies du Colorado      | 2-1              | 5-7-3            | 13               |
| 12-nov.-76       |                  | @ Flames d'Atlanta         | 3-3              | 5-7-4            | 14               |
| 14-nov.-76       |                  | @ Capitals de Washington   | 3-2              | 6-7-4            | 16               |
| 16-nov.-76       |                  | @ Kings de Los Angeles     | 0-0              | 6-7-5            | 17               |
| 17-nov.-76       |                  | @ North Stars du Minnesota | 3-3              | 6-7-6            | 18               |
| 19-nov.-76       |                  | @ Red Wings de Détroit     | 2-5              | 6-8-6            | 18               |
| 24-nov.-76       |                  | Canadiens de Montréal      | 1-8              | 6-9-6            | 18               |
| 26-nov.-76       |                  | Penguins de Pittsburgh     | 1-3              | 6-10-6           | 18               |
| 28-nov.-76       |                  | @ Maple Leafs de Toronto   | 1-5              | 6-11-6           | 18               |
| 1-déc.-76        |                  | @ Rockies du Colorado      | 3-5              | 6-12-6           | 18               |
| 3-déc.-76        |                  | Blues de Saint-Louis       | 2-2              | 6-12-7           | 19               |
| 5-déc.-76        |                  | @ Flyers de Philadelphie   | 2-6              | 6-13-7           | 19               |
| 6-déc.-76        |                  | @ Canadiens de Montréal    | 0-1              | 6-14-7           | 19               |
| 8-déc.-76        |                  | Sabres de Buffalo          | 1-5              | 6-15-7           | 19               |
| 10-déc.-76       |                  | Capitals de Washington     | 7-1              | 7-15-7           | 21               |
| 11-déc.-76       |                  | @ Capitals de Washington   | 4-2              | 8-15-7           | 23               |
| 15-déc.-76       |                  | Red Wings de Détroit       | 7-3              | 9-15-7           | 25               |
| 16-déc.-76       |                  | @ Penguins de Pittsburgh   | 4-5              | 9-16-7           | 25               |
| 18-déc.-76       |                  | Bruins de Boston           | 6-4              | 10-16-7          | 27               |
| 19-déc.-76       |                  | @ Rangers de New York      | 2-3              | 10-17-7          | 27               |
| 22-déc.-76       |                  | North Stars du Minnesota   | 4-3              | 11-17-7          | 29               |
| 26-déc.-76       |                  | @ Bruins de Boston         | 3-6              | 11-18-7          | 29               |
| 27-déc.-76       |                  | @ Canadiens de Montréal    | 2-4              | 11-19-7          | 29               |
| 29-déc.-76       |                  | Maple Leafs de Toronto     | 2-6              | 11-20-7          | 29               |
| 31-déc.-76       |                  | @ Red Wings de Détroit     | 2-4              | 11-21-7          | 29               |
| 1-janv.-77       |                  | Flyers de Philadelphie     | 2-7              | 11-22-7          | 29               |
| 5-janv.-77       |                  | Bruins de Boston           | 2-3              | 11-23-7          | 29               |
| 7-janv.-77       |                  | Canucks de Vancouver       | 8-4              | 12-23-7          | 31               |
| 9-janv.-77       |                  | @ Sabres de Buffalo        | 4-7              | 12-24-7          | 31               |
| 12-janv.-77      |                  | Red Wings de Détroit       | 3-1              | 13-24-7          | 33               |
| 15-janv.-77      |                  | @ Canucks de Vancouver     | 4-2              | 14-24-7          | 35               |
| 19-janv.-77      |                  | Rangers de New York        | 3-3              | 14-24-8          | 36               |
| 21-janv.-77      |                  | Bruins de Boston           | 2-5              | 14-25-8          | 36               |
| 23-janv.-77      |                  | @ Sabres de Buffalo        | 3-0              | 15-25-8          | 38               |
| 29-janv.-77      |                  | @ Red Wings de Détroit     | 3-4              | 15-26-8          | 38               |
| 30-janv.-77      |                  | @ Black Hawks de Chicago   | 3-9              | 15-27-8          | 38               |
| 1-févr.-77       |                  | Canadiens de Montréal      | 3-7              | 15-28-8          | 38               |
| 3-févr.-77       |                  | Penguins de Pittsburgh     | 0-0              | 15-28-9          | 39               |
| 5-févr.-77       |                  | Black Hawks de Chicago     | 3-2              | 16-28-9          | 41               |
| 9-févr.-77       |                  | Kings de Los Angeles       | 6-3              | 17-28-9          | 43               |
| 11-févr.-77      |                  | Rockies du Colorado        | 3-0              | 18-28-9          | 45               |
| 13-févr.-77      |                  | @ Bruins de Boston         | 2-4              | 18-29-9          | 45               |
| 16-févr.-77      |                  | Maple Leafs de Toronto     | 3-5              | 18-30-9          | 45               |
| 18-févr.-77      |                  | Rockies du Colorado        | 3-3              | 18-30-10         | 46               |
| 20-févr.-77      |                  | @ Penguins de Pittsburgh   | 1-4              | 18-31-10         | 46               |
| 23-févr.-77      |                  | Sabres de Buffalo          | 3-5              | 18-32-10         | 46               |
| 25-févr.-77      |                  | Islanders de New York      | 1-2              | 18-33-10         | 46               |
| 26-févr.-77      |                  | @ Canadiens de Montréal    | 3-5              | 18-34-10         | 46               |
| 28-févr.-77      |                  | @ Blues de Saint-Louis     | 5-2              | 19-34-10         | 48               |
| 2-mars-77        |                  | @ Maple Leafs de Toronto   | 4-1              | 20-34-10         | 50               |
| 5-mars-77        |                  | @ Flames d'Atlanta         | 2-1              | 21-34-10         | 52               |
| 6-mars-77        |                  | @ Rangers de New York      | 3-4              | 21-35-10         | 52               |
| 10-mars-77       |                  | @ Flyers de Philadelphie   | 2-7              | 21-36-10         | 52               |
| 12-mars-77       |                  | @ Islanders de New York    | 3-8              | 21-37-10         | 52               |
| 15-mars-77       |                  | @ Capitals de Washington   | 5-1              | 22-37-10         | 54               |
| 16-mars-77       |                  | Sabres de Buffalo          | 2-6              | 22-38-10         | 54               |
| 18-mars-77       |                  | North Stars du Minnesota   | 2-2              | 22-38-11         | 55               |
| 20-mars-77       |                  | Flames d'Atlanta           | 5-4              | 23-38-11         | 57               |
| 21-mars-77       |                  | @ Maple Leafs de Toronto   | 7-2              | 24-38-11         | 59               |
| 23-mars-77       |                  | @ Sabres de Buffalo        | 2-4              | 24-39-11         | 59               |
| 25-mars-77       |                  | Canucks de Vancouver       | 4-4              | 24-39-12         | 60               |
| 27-mars-77       |                  | Islanders de New York      | 3-6              | 24-40-12         | 60               |
| 29-mars-77       |                  | @ North Stars du Minnesota | 2-4              | 24-41-12         | 60               |
| 30-mars-77       |                  | Flyers de Philadelphie     | 3-3              | 24-41-13         | 61               |
| 2-avr.-77        |                  | @ Blues de Saint-Louis     | 2-9              | 24-42-13         | 61               |
| 3-avr.-77        |                  | @ Black Hawks de Chicago   | 4-2              | 25-42-13         | 63               |

| Saison 1977-1978 | Saison 1977-1978 | Saison 1977-1978           | Saison 1977-1978 | Saison 1977-1978 | Saison 1977-1978 |
| Date             |                  | Adversaire                 | Score            | Fiche            | Pts              |
| ---------------- | ---------------- | -------------------------- | ---------------- | ---------------- | ---------------- |
| 12-oct.-77       |                  | @ Kings de Los Angeles     | 0-2              | 0-1-0            | 0                |
| 15-oct.-77       |                  | Capitals de Washington     | 4-2              | 1-1-0            | 2                |
| 19-oct.-77       |                  | Kings de Los Angeles       | 3-1              | 2-1-0            | 4                |
| 20-oct.-77       |                  | @ North Stars du Minnesota | 7-4              | 3-1-0            | 6                |
| 22-oct.-77       |                  | @ Blues de Saint-Louis     | 3-2              | 4-1-0            | 8                |
| 23-oct.-77       |                  | Penguins de Pittsburgh     | 2-3              | 4-2-0            | 8                |
| 25-oct.-77       |                  | Rangers de New York        | 0-5              | 4-3-0            | 8                |
| 28-oct.-77       |                  | Black Hawks de Chicago     | 2-4              | 4-4-0            | 8                |
| 30-oct.-77       |                  | @ Black Hawks de Chicago   | 1-6              | 4-5-0            | 8                |
| 2-nov.-77        |                  | Blues de Saint-Louis       | 4-4              | 4-5-1            | 9                |
| 5-nov.-77        |                  | @ Red Wings de Détroit     | 4-3              | 5-5-1            | 11               |
| 6-nov.-77        |                  | Red Wings de Détroit       | 1-4              | 5-6-1            | 11               |
| 9-nov.-77        |                  | @ Penguins de Pittsburgh   | 3-5              | 5-7-1            | 11               |
| 13-nov.-77       |                  | @ Bruins de Boston         | 1-3              | 5-8-1            | 11               |
| 15-nov.-77       |                  | @ Canucks de Vancouver     | 4-5              | 5-9-1            | 11               |
| 16-nov.-77       |                  | @ Kings de Los Angeles     | 1-1              | 5-9-2            | 12               |
| 19-nov.-77       |                  | @ Rockies du Colorado      | 2-7              | 5-10-2           | 12               |
| 23-nov.-77       |                  | Canadiens de Montréal      | 2-1              | 6-10-2           | 14               |
| 25-nov.-77       |                  | @ Flyers de Philadelphie   | 2-7              | 6-11-2           | 14               |
| 26-nov.-77       |                  | Blues de Saint-Louis       | 1-2              | 6-12-2           | 14               |
| 29-nov.-77       |                  | @ Maple Leafs de Toronto   | 2-3              | 6-13-2           | 14               |
| 30-nov.-77       |                  | Maple Leafs de Toronto     | 5-3              | 7-13-2           | 16               |
| 2-déc.-77        |                  | @ Capitals de Washington   | 3-2              | 8-13-2           | 18               |
| 3-déc.-77        |                  | Bruins de Boston           | 4-4              | 8-13-3           | 19               |
| 7-déc.-77        |                  | Capitals de Washington     | 3-5              | 8-14-3           | 19               |
| 8-déc.-77        |                  | @ Sabres de Buffalo        | 2-5              | 8-15-3           | 19               |
| 11-déc.-77       |                  | @ Flyers de Philadelphie   | 1-11             | 8-16-3           | 19               |
| 12-déc.-77       |                  | Canadiens de Montréal      | 1-5              | 8-17-3           | 19               |
| 15-déc.-77       |                  | @ Flames d'Atlanta         | 6-3              | 9-17-3           | 21               |
| 17-déc.-77       |                  | Rangers de New York        | 4-2              | 10-17-3          | 23               |
| 18-déc.-77       |                  | @ Bruins de Boston         | 1-2              | 10-18-3          | 23               |
| 21-déc.-77       |                  | Flyers de Philadelphie     | 0-4              | 10-19-3          | 23               |
| 23-déc.-77       |                  | @ Rangers de New York      | 4-5              | 10-20-3          | 23               |
| 27-déc.-77       |                  | @ Canadiens de Montréal    | 3-5              | 10-21-3          | 23               |
| 28-déc.-77       |                  | Bruins de Boston           | 5-5              | 10-21-4          | 24               |
| 30-déc.-77       |                  | Maple Leafs de Toronto     | 0-5              | 10-22-4          | 24               |
| 31-déc.-77       |                  | @ Penguins de Pittsburgh   | 3-6              | 10-23-4          | 24               |
| 3-janv.-78       |                  | @ Flyers de Philadelphie   | 4-5              | 10-24-4          | 24               |
| 6-janv.-78       |                  | Canucks de Vancouver       | 6-1              | 11-24-4          | 26               |
| 7-janv.-78       |                  | @ Islanders de New York    | 3-5              | 11-25-4          | 26               |
| 11-janv.-78      |                  | Islanders de New York      | 5-3              | 12-25-4          | 28               |
| 12-janv.-78      |                  | Sabres de Buffalo          | 6-3              | 13-25-4          | 30               |
| 13-janv.-78      |                  | Maple Leafs de Toronto     | 5-2              | 14-25-4          | 32               |
| 14-janv.-78      |                  | @ Penguins de Pittsburgh   | 2-4              | 14-26-4          | 32               |
| 18-janv.-78      |                  | Canadiens de Montréal      | 4-7              | 14-27-4          | 32               |
| 19-janv.-78      |                  | @ Sabres de Buffalo        | 2-9              | 14-28-4          | 32               |
| 21-janv.-78      |                  | Rockies du Colorado        | 9-4              | 15-28-4          | 34               |
| 22-janv.-78      |                  | @ Bruins de Boston         | 3-2              | 16-28-4          | 36               |
| 26-janv.-78      |                  | @ Black Hawks de Chicago   | 0-5              | 16-29-4          | 36               |
| 28-janv.-78      |                  | @ North Stars du Minnesota | 2-1              | 17-29-4          | 38               |
| 29-janv.-78      |                  | Flames d'Atlanta           | 2-6              | 17-30-4          | 38               |
| 1-févr.-78       |                  | Red Wings de Détroit       | 2-0              | 18-30-4          | 40               |
| 4-févr.-78       |                  | Flyers de Philadelphie     | 2-2              | 18-30-5          | 41               |
| 5-févr.-78       |                  | @ Red Wings de Détroit     | 3-4              | 18-31-5          | 41               |
| 8-févr.-78       |                  | Sabres de Buffalo          | 2-5              | 18-32-5          | 41               |
| 10-févr.-78      |                  | Capitals de Washington     | 1-4              | 18-33-5          | 41               |
| 12-févr.-78      |                  | Islanders de New York      | 2-2              | 18-33-6          | 42               |
| 15-févr.-78      |                  | Flames d'Atlanta           | 5-5              | 18-33-7          | 43               |
| 17-févr.-78      |                  | Canucks de Vancouver       | 3-2              | 19-33-7          | 45               |
| 22-févr.-78      |                  | @ Maple Leafs de Toronto   | 3-5              | 19-34-7          | 45               |
| 23-févr.-78      |                  | @ Canadiens de Montréal    | 1-5              | 19-35-7          | 45               |
| 25-févr.-78      |                  | Sabres de Buffalo          | 3-13             | 19-36-7          | 45               |
| 27-févr.-78      |                  | @ Canucks de Vancouver     | 3-3              | 19-36-8          | 46               |
| 28-févr.-78      |                  | @ Kings de Los Angeles     | 2-4              | 19-37-8          | 46               |
| 3-mars-78        |                  | @ Rockies du Colorado      | 2-2              | 19-37-9          | 47               |
| 4-mars-78        |                  | @ Flames d'Atlanta         | 3-9              | 19-38-9          | 47               |
| 8-mars-78        |                  | @ Rangers de New York      | 1-6              | 19-39-9          | 47               |
| 11-mars-78       |                  | @ Maple Leafs de Toronto   | 2-5              | 19-40-9          | 47               |
| 15-mars-78       |                  | Rockies du Colorado        | 2-2              | 19-40-10         | 48               |
| 17-mars-78       |                  | North Stars du Minnesota   | 4-4              | 19-40-11         | 49               |
| 18-mars-78       |                  | @ Capitals de Washington   | 3-8              | 19-41-11         | 49               |
| 21-mars-78       |                  | Bruins de Boston           | 3-5              | 19-42-11         | 49               |
| 24-mars-78       |                  | Kings de Los Angeles       | 3-4              | 19-43-11         | 49               |
| 25-mars-78       |                  | @ Islanders de New York    | 4-4              | 19-43-12         | 50               |
| 29-mars-78       |                  | North Stars du Minnesota   | 7-3              | 20-43-12         | 52               |
| 30-mars-78       |                  | @ Sabres de Buffalo        | 5-3              | 21-43-12         | 54               |
| 1-avr.-78        |                  | @ Blues de Saint-Louis     | 1-3              | 21-44-12         | 54               |
| 2-avr.-78        |                  | Black Hawks de Chicago     | 4-2              | 22-44-12         | 56               |
| 5-avr.-78        |                  | Red Wings de Détroit       | 5-5              | 22-44-13         | 57               |
| 9-avr.-78        |                  | Penguins de Pittsburgh     | 2-3              | 22-45-13         | 57               |

### Saison après saison
| 1 | 1976-1977 | 80 | 25 | 42 | 13 | 63 | 240 | 292 | 1 011 | Quatrièmes sur quatre de la division Adams Septièmes sur neuf de la conférence Prince de Galles Treizièmes sur dix-huit de la LNH | Non qualifiés |
| 2 | 1977-1978 | 80 | 22 | 45 | 13 | 57 | 230 | 325 | 1 010 | Quatrièmes sur quatre de la division Adams Huitièmes sur neuf de la conférence Prince de Galles Quinzièmes sur dix-huit de la LNH | Non qualifiés |

### Classements finals
Les tableaux ci-dessous présentent les classements des Barons au cours des deux saisons jouées, classement par division.
| Division Adams 1976-1977 | PJ | V  | D  | N  | Pts | BP  | BC  | Pun  |
| ------------------------ | -- | -- | -- | -- | --- | --- | --- | ---- |
| Bruins de Boston         | 80 | 49 | 23 | 8  | 106 | 312 | 240 | 1065 |
| Sabres de Buffalo        | 80 | 48 | 24 | 8  | 104 | 301 | 220 | 848  |
| Maple Leafs de Toronto   | 80 | 33 | 32 | 15 | 81  | 301 | 285 | 1200 |
| Barons de Cleveland      | 80 | 25 | 42 | 13 | 63  | 240 | 292 | 1011 |

| Division Adams 1977-1978 | PJ | V  | D  | N  | Pts | BP  | BC  | Pun  |
| ------------------------ | -- | -- | -- | -- | --- | --- | --- | ---- |
| Bruins de Boston         | 80 | 51 | 18 | 11 | 113 | 333 | 218 | 1237 |
| Sabres de Buffalo        | 80 | 44 | 19 | 17 | 105 | 288 | 215 | 800  |
| Maple Leafs de Toronto   | 80 | 41 | 29 | 10 | 92  | 271 | 237 | 1258 |
| Barons de Cleveland      | 80 | 22 | 45 | 13 | 57  | 230 | 325 | 1010 |

## Personnalités de l'équipe

### Joueurs
Quarante-neuf joueurs ont porté les couleurs des Barons dans la LNH. Jim Neilson et Bob Stewart sont les deux cocapitaines de l'équipe au cours des deux saisons jouées. Dennis Maruk est le meilleur pointeur de l'histoire de l'équipe et également le dernier joueur de l'équipe à mettre fin à sa carrière dans la LNH en 1989 après une dernière saison avec les North Stars.
| Nom                | Nat                    | Pos | PJ  | B  | A  | Pts | Pun | Saisons jouées         |
| ------------------ | ---------------------- | --- | --- | -- | -- | --- | --- | ---------------------- |
| Fred Ahern         | Drapeau des États-Unis | AD  | 61  | 7  | 8  | 15  | 68  | 1976-1977 et 1977-1978 |
| Jeff Allan (en)    | Drapeau du Canada      | D   | 4   | 0  | 0  | 0   | 2   | 1977-1978              |
| Chuck Arnason      | Drapeau du Canada      | AD  | 40  | 21 | 13 | 34  | 8   | 1977-1978              |
| John Baby (en)     | Drapeau du Canada      | D   | 24  | 2  | 7  | 9   | 26  | 1977-1978              |
| Lyle Bradley (en)  | Drapeau du Canada      | C   | 2   | 0  | 0  | 0   | 0   | 1976-1977              |
| Dan Chicoine (en)  | Drapeau du Canada      | AD  | 6   | 0  | 0  | 0   | 0   | 1977-1978              |
| Mike Christie      | Drapeau des États-Unis | D   | 113 | 7  | 33 | 40  | 128 | 1976-1977 et 1977-1978 |
| Mike Crombeen (en) | Drapeau du Canada      | A   | 48  | 3  | 4  | 7   | 13  | 1977-1978              |
| Gary Edwards       | Drapeau du Canada      | G   | 47  | 0  | 2  | 2   | 6   | 1976-1977 et 1977-1978 |
| Mike Fidler        | Drapeau des États-Unis | AG  | 124 | 40 | 44 | 84  | 55  | 1976-1977 et 1977-1978 |
| Len Frig (en)      | Drapeau du Canada      | D   | 66  | 2  | 7  | 9   | 213 | 1976-1977              |
| Dave Gardner (en)  | Drapeau du Canada      | C   | 151 | 35 | 47 | 82  | 19  | 1976-1977 et 1977-1978 |
| Bob Girard (en)    | Drapeau du Canada      | A   | 93  | 11 | 14 | 25  | 44  | 1976-1977 et 1977-1978 |
| Rick Hampton (en)  | Drapeau du Canada      | D   | 134 | 34 | 42 | 76  | 32  | 1976-1977 et 1977-1978 |
| Gary Holt          | Drapeau du Canada      | A   | 2   | 0  | 1  | 1   | 2   | 1976-1977              |
| Randy Holt         | Drapeau du Canada      | D   | 48  | 1  | 4  | 5   | 229 | 1977-1978              |
| Rick Jodzio (en)   | Drapeau du Canada      | AG  | 38  | 2  | 3  | 5   | 43  | 1977-1978              |
| Bjorn Johansson    | Drapeau de la Suède    | D   | 15  | 1  | 1  | 2   | 10  | 1976-1977 et 1977-1978 |
| Reg Kerr (en)      | Drapeau du Canada      | D   | 7   | 0  | 2  | 2   | 7   | 1977-1978              |
| Ralph Klassen (en) | Drapeau du Canada      | A   | 93  | 16 | 19 | 35  | 29  | 1976-1977 et 1977-1978 |
| Ken Kuzyk (en)     | Drapeau du Canada      | AD  | 41  | 5  | 9  | 14  | 8   | 1976-1977 et 1977-1978 |
| Al MacAdam         | Drapeau du Canada      | A   | 160 | 38 | 73 | 111 | 110 | 1976-1977 et 1977-1978 |
| Kris Manery (en)   | Drapeau du Canada      | A   | 78  | 22 | 27 | 49  | 14  | 1977-1978              |
| Dennis Maruk       | Drapeau du Canada      | A   | 156 | 64 | 85 | 149 | 118 | 1976-1977 et 1977-1978 |
| Walt McKechnie     | Drapeau du Canada      | C   | 53  | 12 | 22 | 34  | 12  | 1977-1978              |
| Brent Meeke        | Drapeau du Canada      | A   | 49  | 8  | 13 | 21  | 4   | 1976-1977              |
| Gilles Meloche     | Drapeau du Canada      | G   | 105 | 0  | 3  | 3   | 22  | 1976-1977 et 1977-1978 |
| Wayne Merrick (en) | Drapeau du Canada      | C   | 98  | 20 | 43 | 63  | 33  | 1976-1977 et 1977-1978 |
| Angie Moretto (en) | Drapeau du Canada      | C   | 5   | 1  | 2  | 3   | 2   | 1976-1977              |
| Jim Moxey (en)     | Drapeau du Canada      | A   | 35  | 7  | 7  | 14  | 20  | 1976-1977              |
| Bob Murdoch        | Drapeau du Canada      | A   | 128 | 37 | 45 | 82  | 57  | 1976-1977 et 1977-1978 |
| Jim Neilson        | Drapeau du Canada      | D   | 115 | 5  | 38 | 43  | 62  | 1976-1977 et 1977-1978 |
| Dennis O'Brien     | Drapeau du Canada      | D   | 23  | 0  | 3  | 3   | 31  | 1977-1978              |
| Jim Pappin (en)    | Drapeau du Canada      | A   | 24  | 2  | 8  | 10  | 8   | 1976-1977              |
| Jean-Paul Parisé   | Drapeau du Canada      | AG  | 40  | 9  | 13 | 22  | 27  | 1977-1978              |
| Glenn Patrick      | Drapeau des États-Unis | D   | 35  | 2  | 3  | 5   | 70  | 1976-1977              |
| Jean Potvin        | Drapeau du Canada      | D   | 40  | 3  | 14 | 17  | 30  | 1977-1978              |
| Tom Price (en)     | Drapeau du Canada      | D   | 2   | 0  | 0  | 0   | 0   | 1976-1977              |
| Darcy Regier (en)  | Drapeau du Canada      | D   | 15  | 0  | 1  | 1   | 28  | 1977-1978              |
| Phil Roberto (en)  | Drapeau du Canada      | AD  | 21  | 3  | 4  | 7   | 8   | 1976-1977              |
| Gary Sabourin (en) | Drapeau du Canada      | AD  | 33  | 7  | 11 | 18  | 4   | 1976-1977              |
| Rick Shinske (en)  | Drapeau du Canada      | C   | 52  | 5  | 12 | 17  | 8   | 1976-1977 et 1977-1978 |
| Charlie Simmer     | Drapeau du Canada      | A   | 24  | 2  | 0  | 2   | 16  | 1976-1977              |
| Gary Simmons (en)  | Drapeau du Canada      | G   | 15  | 0  | 0  | 0   | 0   | 1976-1977              |
| Greg Smith (en)    | Drapeau du Canada      | D   | 154 | 16 | 47 | 63  | 157 | 1976-1977 et 1977-1978 |
| Frank Spring       | Drapeau du Canada      | AD  | 26  | 11 | 10 | 21  | 6   | 1976-1977              |
| Vern Stenlund (en) | Drapeau du Canada      | C   | 4   | 0  | 0  | 0   | 0   | 1976-1977              |
| Bob Stewart        | Drapeau du Canada      | D   | 145 | 3  | 27 | 30  | 192 | 1976-1977 et 1977-1978 |
| Juha Widing        | Drapeau de la Finlande | C   | 29  | 6  | 8  | 14  | 10  | 1976-1977              |

### Choix de première ronde
À la suite de la saison 1975-1976, les Barons choisissent en cinquième lors du repêchage amateur 1976, en raison de la quatorzième place obtenue par l'équipe des Seals. Björn Johansson, joueur suédois évoluant avec l'Örebro AIK est ainsi le choix de première ronde de l'équipe des Barons. Par la suite, Johansson ne joue que quinze matchs dans LNH, tous avec les Barons.
Lors du repêchage de 1977, Cleveland choisit une nouvelle fois cinquième et cette fois, leur choix se porte sur Mike Crombeen. Ce joueur junior des Canadians de Kingston de l'Association de hockey de l'Ontario intègre l'effectif des Barons pour une saison. Au cours de sa carrière professionnelle, il portera le maillot des Blues de Saint-Louis puis celui des Whalers de Hartford pour un total de 475 matchs dans la LNH.

### Entraîneur-chef
Jack Evans est l'unique entraîneur de l'équipe au cours des deux saisons auxquelles elle participe. Avant de devenir entraîneur, Evans évolue en tant que professionnel en Amérique du Nord entre 1949 et 1972. Lors de ces dernières saisons, il occupe le double poste d'entraîneur-joueur de l'équipe des Gulls de San Diego dans la Western Hockey League.
Entraîneur des Golden Seals, il suit la franchise lors de son déménagement dans l'Ohio. Par la suite, après son temps avec les Barons, il prend la tête des Golden Eagles de Salt Lake de la Ligue centrale de hockey pour cinq saisons avant de revenir dans la LNH avec les Whalers de Hartford. Il prend sa retraite à l'issue de la saison 1987-1988.

### Directeurs généraux
Au contraire de l'entraîneur-chef, William Evans, William McCreary, le premier directeur général de la franchise, ne survit pas à la première saison des Barons dans la LNH. Il est remplacé après celle-ci par Henry Howell, qui reste donc une saison en place, soit la deuxième et dernière de Cleveland dans la ligue.